# Elisabet Kågerman
Märta Elisabet Kågerman, född Klintin 23 september 1920 i Halmstad, död 16 september 1997 i Helgeands församling, Lunds kommun, var en svensk deckarförfattare. 
Hon var medlem i Skånska Deckarsällskapet och lektor i svenska, vilket märks i debutboken Döden skriver svenska. Hennes återkommande hjältinna är läraren Kickan Store. Det bränns och Gränsfall 1788 är båda en historisk deckare, som utspelar sig under Gustav III:s tid.
Kågerman har också skrivit barn- och ungdomsböcker samt arbetat som översättare.

## Priser och utmärkelser
- 1978 – Sherlock-priset för Rabies...